# Bérczi István
Bérczi István (Nagycenk, 1945. július 1. – 2021.  április 10.) magyar tornász, olimpikon, nemzetközi pontozóbíró. Lólengésben többszörös magyar bajnok és Európa-bajnoki negyedik helyezett is volt.

## Élete
Foglalkozása közlekedésmérnök volt, a Budapesti Műszaki Egyetemen végzett, dolgozott a Testnevelési Főiskolán, majd 1985-től nemzetközi  pontozóbíró lett. 
Versenyzőként legjobb eredményét az 1972-es müncheni olimpián érte el, csapattal a 8. helyen végzett. Az 1968-as ötkarikás játékokon bicepszszakadás miatt nem indult. Többszörös magyar bajnok volt, 1967-ben az év magyar tornásza lett. 
1975-től a Magyar Televízió TV torna című műsorában dolgozott, ahol Müller Katalinnal közösen több mint másfél évtizedig láthatták a nézők. 1985-ben nemzetközi bíró vizsgát tett. A londoni olimpián talajon volt D1-es bíró.
2021-ben a koronavírus okozta betegség miatt kórházban ápolták, itt érte a halál április 10-re virradóra.
Nős, három gyermek édesapja.